# Univers de Gold
 (janvier 2022).
Pour les articles homonymes, voir Gold.
Un univers de Gold est un modèle cosmologique de l'univers. Dans ces modèles, l'univers commence par un Big Bang et s'étend pendant un certain temps, avec une entropie croissante et une flèche thermodynamique du temps pointant dans la direction de l'expansion. Une fois que l'univers a atteint un état de faible densité, il se rétracte, mais l'entropie diminue maintenant, pointant la flèche thermodynamique du temps dans la direction opposée, jusqu'à ce que l'univers se termine dans un Big Crunch à faible entropie et haute densité. Il existe deux modèles de l'univers qui soutiennent la possibilité d'une inversion du sens du temps. Le premier commence par un état de faible entropie au Big Bang qui augmente continuellement jusqu'au Big Crunch. Le second, un univers de Gold, postule que l'entropie n'augmentera que jusqu'à un moment de contraction, puis diminuera progressivement. Ce dernier modèle suggère que l'univers deviendra plus ordonné après le moment de la contraction. Le modèle de Gold a été lié à la possibilité d'un changement rétrocausal, aux questions concernant la préservation de l'information dans un univers à temps inversé (états d'entropie décroissante) et à la causalité en général. L'univers de Gold doit son nom au cosmologiste Thomas Gold, qui a proposé le modèle dans les années 1960,,.